# Tour d'Italie 1957
La 40e édition du Tour d'Italie s'est élancée de Milan le 18 mai 1957 et est arrivée à Milan le 9 juin. Ce Giro a été remporté par l'Italien Gastone Nencini devant le Français Louison Bobet.

## Résumé de la course
Les meilleurs cyclistes au monde honorèrent ce Giro 1957, lui offrant une participation royale mais aussi un engagement total. Les Italiens, après le retrait des grands protagonistes de l’après-guerre, comptaient sur les jeunes Ercole Baldini et Aldo Moser, ainsi que sur Gastone Nencini. Les champions étrangers dominèrent la course, remportant 15 étapes sur 22 tandis que Louison Bobet et Charly Gaul se disputaient le maillot rose. Mais lors de l’étape de Bondone, Gaul s’arrêta pour satisfaire un besoin personnel et Bobet, avec l’appui de Poblet, Baldini et Nencini, lança une offensive qui renversa la course. Nencini se présentait en vainqueur à Milan, devant Bobet et Baldini.

## Équipes participantes
| N.    | Code | Équipe         |
| ----- | ---- | -------------- |
| 1-8   | FAE  | Faema-Guerra   |
| 9-16  | COR  | Cora-Elvé      |
| 17-24 | MER  | Bustese        |
| 25-32 | VRP  | Girardengo Erg |
| 33-40 | IGN  | Ignis          |
| 41-48 | ASB  | Asborno        |
| 49-56 | ATA  | Atala          |
| 57-64 | BIA  | Bianchi        |

| N.      | Code | Équipe           |
| ------- | ---- | ---------------- |
| 65-72   | BIF  | Bif              |
| 73-80   | BOT  | Gripo Bottecchia |
| 81-87   | CAR  | Carpano Coppi    |
| 89-96   | CHL  | Chlorodont       |
| 97-104  | LEG  | Legnano          |
| 105-112 | SNP  | San Pellegrino   |
| 113-120 | TOR  | Torpado          |

## Classement général
| Classement général final |                   |
| --- | ----------------- |
| \| 1. Gastone Nencini \| 104 h 45 min 06 s \| \| 2. Louison Bobet \| à 19 s \| \| 3. Ercole Baldini \| à 5 min 59 s \| \| 4. Charly Gaul \| à 7 min 31 s \| \| 5. Raphaël Géminiani \| à 17 min 28 s \| \| 6. Miguel Poblet \| à 19 min 49 s \| \| 7. Raymond Impanis \| à 21 min 06 s \| \| 8. Pasquale Fornara \| à 24 min 16 s \| \| 9. Wout Wagtmans \| à 24 min 29 s \| \| 10. Antonin Rolland \| à 27 min 29 s \| \| 120 partants, 79 classés \| \| |                   |
| 1. Gastone Nencini | 104 h 45 min 06 s |
| 2. Louison Bobet | à 19 s            |
| 3. Ercole Baldini | à 5 min 59 s      |
| 4. Charly Gaul | à 7 min 31 s      |
| 5. Raphaël Géminiani | à 17 min 28 s     |
| 6. Miguel Poblet | à 19 min 49 s     |
| 7. Raymond Impanis | à 21 min 06 s     |
| 8. Pasquale Fornara | à 24 min 16 s     |
| 9. Wout Wagtmans | à 24 min 29 s     |
| 10. Antonin Rolland | à 27 min 29 s     |
| 120 partants, 79 classés |                   |

## Étapes
| Étape      | Date     | Villes étapes                       | km       | Vainqueur d'étape   | Leader du classement général |
| 1re étape  | 18 mai   | Milan – Vérone                      | 191      | Rik Van Steenbergen | Rik Van Steenbergen          |
| 2e étape   | 19 mai   | Vérone - Bosco Chiesanuova          | 28       | Charly Gaul         | Charly Gaul                  |
| 3e étape   | 20 mai   | Vérone – Ferrare                    | 169      | Miguel Poblet       | Louison Bobet                |
| 4e étape   | 21 mai   | Ferrare - Cattolica                 | 190      | André Vlayen        | Louison Bobet                |
| 5e étape   | 22 mai   | Cattolica - Loreto                  | 235      | Alessandro Fantini  | Louison Bobet                |
| 6e étape   | 23 mai   | Loreto - Terni                      | 175      | Wout Wagtmans       | Louison Bobet                |
| 7e étape   | 24 mai   | Terni - Pescara                     | 22       | Antonin Rolland     | Louison Bobet                |
| 8e étape   | 25 mai   | Pescara – Naples                    | 250      | Vito Favero         | Nino Defilippis              |
| 9e étape   | 26 mai   | Naples - Frascati                   | 220      | Miguel Poblet       | Nino Defilippis              |
| 10e étape  | 27 mai   | Rome - Sienne                       | 227      | Miguel Poblet       | Nino Defilippis              |
| 11e étape  | 28 mai   | Sienne – Montecatini Terme          | 230      | Rik Van Steenbergen | Nino Defilippis              |
| 12e étape  | 30 mai   | Montecatini Terme - Forte dei Marmi | 58 (clm) | Ercole Baldini      | Louison Bobet                |
| 13e étape  | 31 mai   | Forte dei Marmi – Gênes             | 163      | Bruno Monti         | Louison Bobet                |
| 14e étape  | 1er juin | Gênes – Saint-Vincent               | 235      | Mario Baroni        | Antonin Rolland              |
| 15e étape  | 2 juin   | Saint-Vincent - Sion                | 134      | Louison Bobet       | Louison Bobet                |
| 16e étape  | 3 juin   | Sion - Campo dei Fiori              | 229      | Alfredo Sabbadin    | Charly Gaul                  |
| 17ea étape | 4 juin   | Varèse - Côme                       | 82       | Alessandro Fantini  | Charly Gaul                  |
| 17eb étape | 4 juin   | Côme - Côme                         | 34       | Rik Van Steenbergen | Charly Gaul                  |
| 18e étape  | 6 juin   | Côme - Trente                       | 242      | Miguel Poblet       | Gastone Nencini              |
| 19e étape  | 7 juin   | Trente - Levico Terme               | 199      | Charly Gaul         | Gastone Nencini              |
| 20e étape  | 8 juin   | Levico Terme - Abano Terme          | 157      | Rik Van Steenbergen | Gastone Nencini              |
| 21e étape  | 9 juin   | Abano Terme - Milan                 | 257      | Rik Van Steenbergen | Gastone Nencini              |

## Classements annexes
| Classement de la montagne | Raphaël Géminiani | 58 points |
| Deuxième                  | Charly Gaul       | 38 points |
| Troisième                 | Louison Bobet     | 36 points |
| Classement par équipes    | Legnano           | ?         |
| Deuxième                  | ?                 | ?         |
| Troisième                 | ?                 | ?         |

## Liste des coureurs
| Faema | Cora | Bustese |
| - 1 Charly Gaul (Lux) 4e - 2 Marcel Ernzer (Lux) 45e - 3 René Strehler (Sui) ab - 4 Max Schellenberg (Sui) 46e - 5 Attilio Moresi (Sui) 59e - 6 Silvano Ciampi (Ita) ab - 7 Giacomo Fini (Ita) 70e - 8 Armando Pellegrini (Ita) 38e                  | - 9 Hilaire Couvreur (Bel) 47e - 10 Raymond Impanis (Bel) 7e - 11 Marcel Janssens (Bel) 20e - 12 Edgard Sorgeloos (Bel) 44e - 13 Jean Moxhet (Bel) ab - 14 Willy Vannitsen (Bel) ab - 15 Rik Van Steenbergen (Bel) 33e - 16 André Vlaeyen (Bel) 51e | - 17 Pierre Barbotin (Fra) 30e - 18 Jean Bobet (Fra) 25e - 19 Louison Bobet (Fra) 2e - 20 Max Cohen (Fra) 77e - 21 Charles Coste (Fra) 72e - 22 Raphaël Géminiani (Fra) 5e - 23 Claude Le Ber (Fra) 73e - 24 Antonin Rolland (Fra) 10e                  |
| Girardengo Erg | Ignis | Asborno |
| - 25 Daan De Groot (Hol) 35e - 26 Albert Donker (Hol) 56e - 27 Jan Nolten (Hol) 34e - 28 Wim van Est (Hol) 16e - 29 Piet Van Den Brekel (Hol) ab - 30 Gerrit Voorting (Hol) 24e - 31 Wout Wagtmans (Hol) 9e - 32 Jaap Kersten (Hol) 57e              | - 33 Salvador Botella (Esp) ab - 34 Miguel Chacón (Esp) ab - 35 Gabriel Company (Esp) 31e - 36 Jesús Galdeano (Esp) 63e - 37 Vicente Iturat (Esp) ab - 38 Miguel Poblet (Esp) 6e - 39 Bernardo Ruiz (Esp) 55e - 40 José Serra Gil (Esp) 68e         | - 41 Giuseppe Fallarini (Ita) 14e - 42 Mario Gervasoni (Ita) ab - 43 Guido Messina (Ita) ab - 44 Giuliano Michelon (Ita) 64e - 45 Alberto Negro (Ita) ab - 46 Giovanni Pettinati (Ita) ab - 47 Vincenzo Rossello (Ita) 32e - 48 Gino Guerrini (Ita) 62e |
| Atala | Bianchi | Bif Clement |
| - 49 Giancarlo Astrua (Ita) 15e - 50 Danilo Barozzi (Ita) ab - 51 Aurelio Cestari (Ita) 36e - 52 Roberto Falaschi (Ita) ab - 53 Alessandro Fantini (Ita) 21e - 54 Bruno Monti (Ita) 39e - 55 Arrigo Padovan (Ita) 41e - 56 Nello Velucchi (Ita) ab   | - 57 Dino Bruni (Ita) ab - 58 Giuseppe Buratti (Ita) ab - 59 Angelo Conterno (Ita) ab - 60 Nino Defilippis (Ita) 13e - 61 Giuseppe Favero (Ita) ab - 62 Pietro Giudici (Ita) 61e - 63 Angelo Miserocchi (Ita) 67e - 64 Diego Ronchini (Ita) ab      | - 65 Pierino Baffi (Ita) 29e - 66 Gianni Ferlenghi (Ita) 52e - 67 Pasquale Fornara (Ita) 8e - 68 Vasco Modena (Ita) 76e - 69 Mario Mori (Ita) 78e - 70 Walter Serena (Ita) ab - 71 Renzo Accordi (Ita) ab - 72 Nino Assirelli (Ita) 58e                 |
| Gripo Bottecchia | Carpano Coppi | Chlorodont |
| - 73 Rino Benedetti (Ita) ab - 74 Guido Boni (Ita) 19e - 75 Emilio Bottecchia (Ita) 54e - 76 Guido Carlesi (Ita) 23e - 77 Vito Favero (Ita) 22e - 78 Giuseppe Mauso (Ita) 66e - 79 Donato Piazza (Ita) ab - 80 Antonio Uliana (Ita) 49e              | - 81 Giuseppe Cainero (Ita) ab - 82 Colombo Cassano (Ita) 69e - 83 Agostino Coletto (Ita) ab - 84 Riccardo Filippi (Ita) ab - 85 Stefano Gaggero (Ita) ab - 86 Michele Gismondi (Ita) ab - 87 Pietro Nascimbene (Ita) 60e - 88 -                    | - 89 Mario Baroni (Ita) 74e - 90 Alfredo Martini (Ita) ab - 91 Giuseppe Minardi (Ita) ab - 92 Aldo Moser (Ita) 12e - 93 Gastone Nencini (Ita) 1e - 94 Luciano Pezzi (Ita) ab - 95 Giuseppe Pintarelli (Ita) 42e - 96 Bruno Tognaccini (Ita) 65e         |
| Legnano | San Pellegrino | Torpado |
| - 97 Giorgio Albani (Ita) 53e - 98 Ercole Baldini (Ita) 3e - 99 Waldemaro Bartolozzi (Ita) 37e - 100 Nello Fabbri (Ita) 11e - 101 Lino Grassi (Ita) 28e - 102 Ugo Massocco (Ita) 71e - 103 Sante Ranucci (Ita) ab - 104 Vincenzo Zucconelli (Ita) ab | - 105 Germano Barale (Ita) ab - 106 Giuseppe Barale (Ita) 75e - 107 giuseppe Dante (Ita) ab - 108 Angiolino Piscaglia (Ita) 79e - 110 Ezio Restelli (Ita) ab - 111 Alfredo Sabbadin (Ita) 18e - 112 Silvano Tessari (Ita) ab                        | - 113 Rino Bagnara (Ita) 48e - 114 Remo Bartalini (Ita) 50e - 115 Giuseppe Calvi (Ita) ab - 116 Gilberto Dall’Agata (Ita) 40e - 117 Cleto Maule (Ita) 17e - 118 Benito Romagnoli (Ita) 43e - 119 Mario Tosato (Ita) 27e - 120 Adriano Zamboni (Ita) 26e |

## Sources
- (nl) Cet article est partiellement ou en totalité issu de l’article de Wikipédia en néerlandais intitulé « Ronde van Italië 1957 » (voir la liste des auteurs).